# Горњотуломско језеро
Горњотуломско језеро (рус. Верхнетуломское водохранилище) вештачко је језеро смештено у западном делу Мурманске области, на крајњем северозападу европског дела Руске Федерације. Цела површина језера административно припада Кољском рејону.
Градњом бране на месту где је из некадашњег језера Нотозеро отицала река Тулома током 1964. и 1965. године формирано је вештачко Горњотуломско језеро. Са површином од 745 км² највећа је вештачка акумулација на подручју Мурманске области. Пре градње бране и потапања околног земљишта површина Нотозера износила је 78,9 км². Максимална дужина језера је до 85 километара, ширина до 20 километара, а просечна дубина око 15 метара. Просечна запремина језера је око 11,5 км³. Површина језера лежи на надморској висини од 80 метара. Ка језеру се одводњава подручје површине од око 17.100 км². Ниво воде у језеру варира око 6 метара.
У језеро се уливају реке Лота и Нота, а његова једина отока је река Тулома преко које је повезано са Баренцовим морем.
На обали језера налази се варошица Верхњетуломски.
На брани којом је преграђено корито Туломе налазе се турбине Горњотуломске хидроелектране у којој се годишње произведе око 800 милиона киловатчасова електричне енергије.